# Stranded (Gojira)
Stranded è un singolo del gruppo musicale francese Gojira, pubblicato il 22 aprile 2016 come primo estratto dal sesto album in studio Magma.

## Descrizione
Il brano è tra i più accessibili dell'album grazie al suo riff di chitarra nelle strofe e al ritornello, pur mantenendo sonorità tipicamente groove metal. Secondo quanto spiegato dal frontman Joe Duplantier, il riff principale è ispirato allo stile dei primi Pantera ed è nato durante una jam session improvvisata con un DigiTech Whammy.

## Video musicale
Il video, diretto da Vincent Caldoni, mostra scene del gruppo eseguire il brano in una casa piena di persone con indosso maschere da cane con altre in cui viene mostrata una donna in una stanza contorcersi a terra verso il finale.

## Tracce
1. Stranded – 4:29

## Formazione
Gruppo
- Joe Duplantier – voce, chitarra, arrangiamento
- Mario Duplantier – batteria, arrangiamento
- Christian Andreu – chitarra
- Jean-Michel Labadie – basso

Produzione
- Joe Duplantier – produzione, missaggio
- Johann Meyer – missaggio, ingegneria del suono
- Ted Jensen – mastering
- Alexis Berthelot – ingegneria del suono aggiuntiva
- Will Putney – ingegneria del suono aggiuntiva
- Jamie Uertz – ingegneria del suono aggiuntiva
- Taylor Bingley – ingegneria del suono aggiuntiva